# Zagrebački partizanski odred
Prvi zagrebački partizanski odred, osnovan je još početkom srpnja 1941. kod Sesveta, ali je ubrzo razbijen. Ponovno je oformljen 18. rujna 1943. i od tada je djelovao pod tim imenom sve do kraja rata 1945. Odred je bio prva veća partizanska vojna postrojba u neposrednoj blizini Zagreba.

## Povijest jedinice

### Prvi odred iz šume Divjača (lipanj – kolovoz 1941.)
Zagrebački partizanski odred osnovala je jedna mala skupina od svega dvadesetak uvjerenih komunista i antifašista, koji su svi odreda bili Hrvati, na imanju Slavka Gmanjića između Sesveta i Dubrave. Komandir odreda bio je Silvije Pelcl (metalski radnik, član jednog rajonskog komiteta partije), a politički komesar Antun Dobrila, također znan pod imenima Vivere i Pepo (srednjoškolac, skojevac). Borci ovog prvog odreda bili su: Zvonimir Komarica (bjegunac iz zatvora Kerestinac), Andrija Čorković (učitelj), Petar Biškup Veno (soboslikar), Ivan Kuzmijak (zidar), Branko Špalj (student veterine), Đuro Mirković (soboslikar), Branko Švagalj (đak srednje tehničke škole), Joža Fistrić (soboslikarski šegrt), Zvonko Furst (đak srednje tehničke škole) i Marijan Grozaj (đak srednje tehničke škole), Joža ? (postolarski šegrt, skojevac) i Rudi ? (avijatičar, skojevac). ↓1
Cilj odreda je bio vršiti napade na manje neprijateljske vojne i policijske oružane postrojbe i diverzije na komunikacijama i drugim objektima koji su služili ustašama i Nijemcima. No, i prije nego što je odred uspio poduzeti bilo kakvu akciju, primjećeno je njegovo kretanje i uvježbavanje u šumi Divljača. Jednu desetinu odreda je opkolila i napala skupina oružnika 19. kolovoza 1941. godine. Nakon okršaja od pola sata, jedan oružnik je poginuo (Mile Novaković), a jedan je ranjen. Oružnici su se razbježali, ali i borci odreda su se povukli iz šume, svatko na svoju stranu. Jedan dio vratio se u Zagreb i ponovno latio ilegalnih aktivnosti, drugi su se prebacili u Žumberak i na Bilogoru u tamošnje partizane. Tadašnji veliki župan za Župu prigorje dr. Marko Lemešić raspisao je 20. kolovoza 1941. godine tjeralicu „s nagradom od 10.000 kuna za svaku glavu ove četničko-komunističke bande.”
Time je okončana prva faza Zagrebačkog partizanskog odreda.

### Zagrebački partizanski odred (rujan 1943.)
Nakon prvog, neuspjelog pokušaja, okolica Zagreba ostala je prividno mirna sve do rujna 1943. godine, kada je Zagrebačka partijska organizacija odlučila na svojoj sjednici održanoj 13. rujna 1943. da se ponovno treba u neposrednoj okolici Zagreba (Prigorje, Stubica) osnovati novi Zagrebački partizanski odred.
Na osnovi te odluke, 18. rujna 1943. u selu Preseka osnovan je 2. bataljon, a 19. rujna i 1. bataljon (Zagorski bataljon) u selu Hrušćica. Prigorska partizanska četa bila je isprva izuzeta iz odreda i djelovala je samostalno, no i ona je početkom listopada 1943. pridružena Odredu i postala je njegov 3. bataljon.
U trenutku svojeg osnutka, Zagrebački partizanski odred imao je 272 boraca (od toga 6 žena), 159 pušaka, 8 puškomitraljeza i 7950 metaka. Odred je zapravo imao čak 500 boraca, ali je stvarni broj tajio kako ne bi morao dio svojih boraca premjestiti u druge jedinice. Višim su štabovima službeno tvrdili da imaju samo 150 boraca.
Drugi i Treći bataljon, svaki s oko 200 boraca, su 15. prosinca 1943. izuzeti iz Odreda i ušli u sastav novoutemeljene Brigade Matija Gubec. Odred je ponovno osnovao svoj 2. bataljon, polovicom siječnja 1944., a 3. bataljon tek 20. rujna 1944. No već 28. rujna 1944., cijeli 2. bataljon pridružio se Prvoj Zagorskoj brigadi, a 3. bataljon postao je tako 2. bataljon, na kraju se i on sa svojih 220 boraca, 15. studenoga 1944., pridružio Prvoj Zagorskoj brigadi.
Tako je 28. studenoga 1944. Prvi zagrebački odred imao samo jedan bataljon sa 150 boraca podijeljenih u tri čete, svaka po 40 boraca.

### Borbe Zagrebačkog partizanskog odreda
Aktivnost Zagrebačkog partizanskog odreda isprva se svodila na postavljanje zasjeda, i diverzija na sjeveroistočnim prilazima Zagreba, naročito često napadali su komunikaciju Zagreb – Zelina. Od 3. do 16. studenoga 1943. porušeno je oko 100 m željezničke pruge, na sektoru Dugo Selo – Kraljevec, oko 1000 m na sektoru Dugo Selo – Prečec i oko 600 m na sektoru Dugo Selo – Vrbovec. Odred je tijesno surađivao sa susjednim Prvim zagorskim partizanskim odredom s kojim je dijelio teritorij Zagrebačke gore i borce. Zagorski bataljon (1. bataljon) odreda – zapravo se cijelo vrijeme borio u Hrvatskom Zagorju u kotarima Stubica i Zelina. Odred je 8. studenoga 1943. napao Komin, ali je ustaška posada odbila napad. Nakon toga odred je porušio tri mosta na cesti Zagreb – Varaždin, i porušio rudnik Poljanica kod Zlatara.
U studenome 1944. jedna četa Zagrebačkog odreda postavila je zasjedu na cesti Stubica – Zagreb kod sela Ivanca, blizu Podsuseda. U zasjedu su ušla 3 kamiona ustaša iz pravca Donje Stubice. Nakon kratke borbe ustaše su se razbježali i povukli u pravcu Zaprešića, a kamioni zaplijenjeni.
U prosincu 1944., kod Krušljevog sela u Oroslavju, jedan je vod Zagrebačkog odreda postavio zasjedu na kolonu neprijatelja. Tom prilikom ubijen je jedan njemački general, a jedan domobranski general je ranjen.
Krajem 1943. partizanski pokret u sjeverozapadnoj Hrvatskoj se već uveliko razmahao i ojačao tako da je 19. siječnja 1944. osnovan je Deseti zagrebački korpus NOVH-a, pod zapovjedništvom Vlade Matetića (komesar Ivan Šibl). U sastav tog korpusa ušao je i Zagrebački partizanski odred, korpus je pri osnutku imao oko 6 tisuća naoružanih boraca. Do kraja rata taj se broj popeo na preko 10 tisuća boraca.
Partizani su uspjeli kontrolirati velik dio teritorija zagrebačke okolice. U razdoblju od 1943. do 1944. povremeno su uspjevali zauzeti i držati pod svojom kontrolom više kotarskih i općinskih središta: Koprivnica, Čazma, Zlatar, Ivanec, Ludbreg, Novi Marof, Đurđevac, Varaždinske Toplice i druga manja mjesta.

### Zapovjedna struktura Zagrebačkog partizanskog odreda
Komandiri Odreda:
- Stevan Došen (18. rujna 1943. – 10. prosinca 1943.)
- Ljuban Čolak (10. prosinca 1943. – 7. ožujka 1944.)
- Mato Škrljan (7. ožujka 1944. – 20. svibnja 1944.)
- Mato Ostović – Majstor (20. svibnja 1944. – 15. lipnja 1944.)
- Jovica Mandić (15. lipnja 1944. – 22. rujna 1944.)
- Josip Podboj (22. rujna 1944. – 13. listopada 1944.)
- Franjo Hađina (14. listopada 1944. – 25. prosinca 1944.)
- Zlatko Kvaternik (25. prosinca 1944. – 19. siječnja 1945.)
- Mićo Marić (19. siječnja 1945. –  9. svibnja 1945.)

Pomoćnici komandira Odreda:	
- Mijo Cvetković – Šmajser (18. rujna 1943. – 10. prosinca 1943.)
- Stjepan Bobinec – Šumski (25. studenoga 1943. – 1. veljače 1944.)
- Josip Podboj (1. veljače 1944. – 10 ožujka 1944.)
- Mato Ostović – Majstor (10. ožujka 1944. – 1. svibnja 1944.)
- Josip Podboj (20. svibnja 1944. – 22. rujna 1944.)

Politički komesari Odreda:
- Milan Kuren – Gubec (18. rujna 1943. – 31. ožujka 1944.)
- Stjepan Šelendić (31. ožujka 1944. – 20. studenoga 1943.)
- Vjekoslav Pavlinić (20. studenog 1944. – 20. siječnja 1945.)
- Josip Knezević (1. siječnja 1945. – 20. siječnja 1945.)

Pomoćnici političkih komesara Odreda:	
- Mirko Herak – Gorski (18. rujna 1943. – 20. prosinca 1943.)
- Vjekoslav Pavlinić (15. prosinca 1943. – 20. studenoga 1943.)

Komandir za informiranje:
- Josip Benc – Moser (18. rujna 1943. – 30. listopada 1943.)
- Milan Horvat  (30. listopada 1943. – 15. prosinca 1943.)

Obavještajac Odreda:
- Živko Grgurić – Čedo (18. rujna 1943. – 15. prosinca 1943.)

Intendant Odreda:
- Vilko Šafar (18. rujna 1943. – 15. svibnja 1944.)

Liječnik Odreda:
- Jakov Sirotković (18. rujna 1943. – 1. kolovoza 1944.)

Komandir štaba Odreda:
- Zdravko Fantov (18. rujna 1943. – 10. prosinca 1944.)

Sekretar SKOJ-a Odreda:
- Gašpar Jurina (1. studenoga 1943. – 1. svibnja 1944.)